# Sabina (regió)
La Sabina és una regió històrico-geogràfica al centre d'Itàlia, històricament considerada com la terra habitada pels sabins, dels quals pren el nom, una població indoeuropea preromana d'estirp osco-úmbre, situada geogràficament entre Úmbria, Laci i Abruços, limitada pel curs del riu Tíber al sud-oest, pel riu Nera al nord-oest, pels Apenins al nord-est i pel riu Aniene i el Cicolano al sud-est, travessada per l'antiga Via Salària (avui dia SS4 Salaria).

## Territori

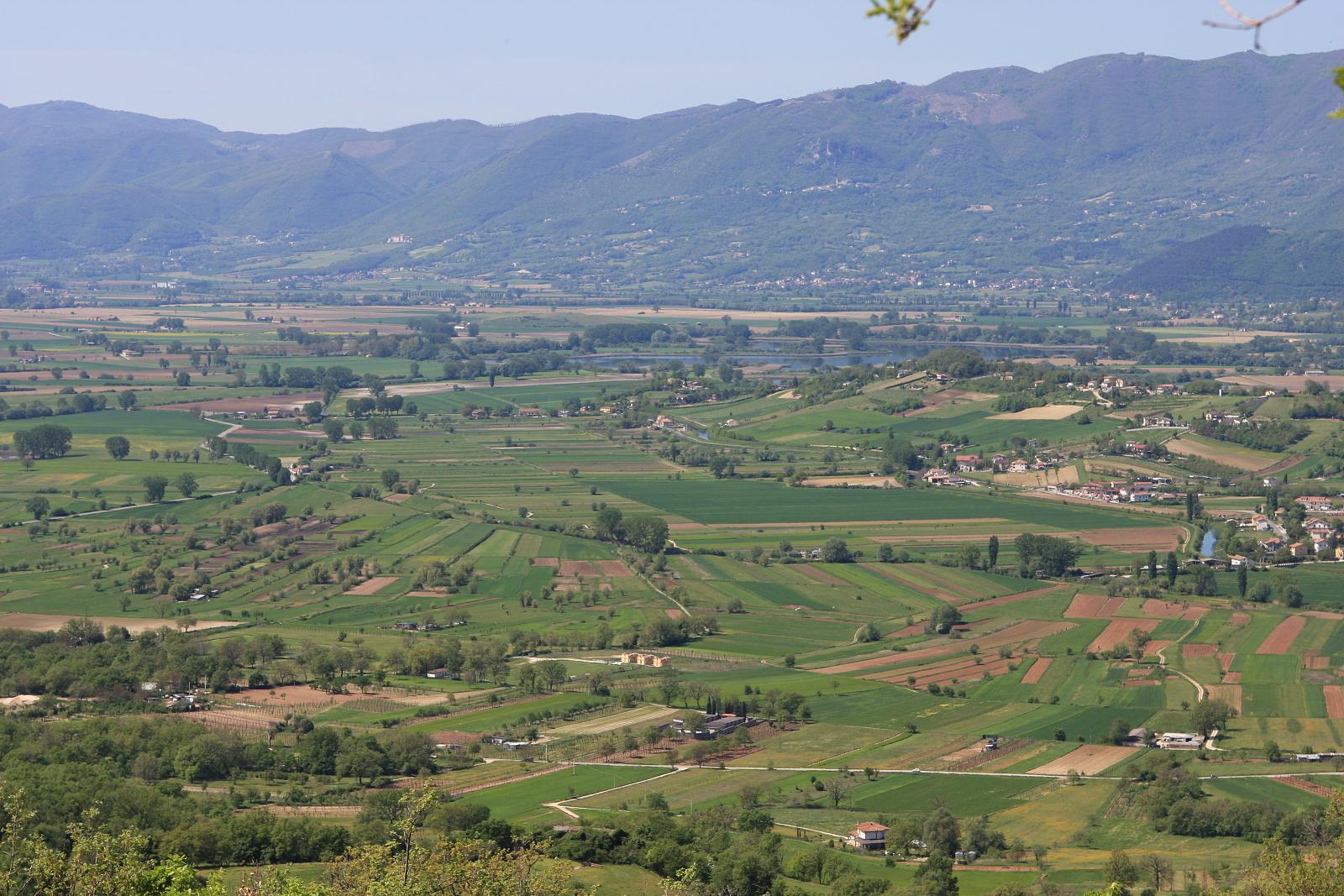
La plana de Rieti vista des de Poggio Bustone

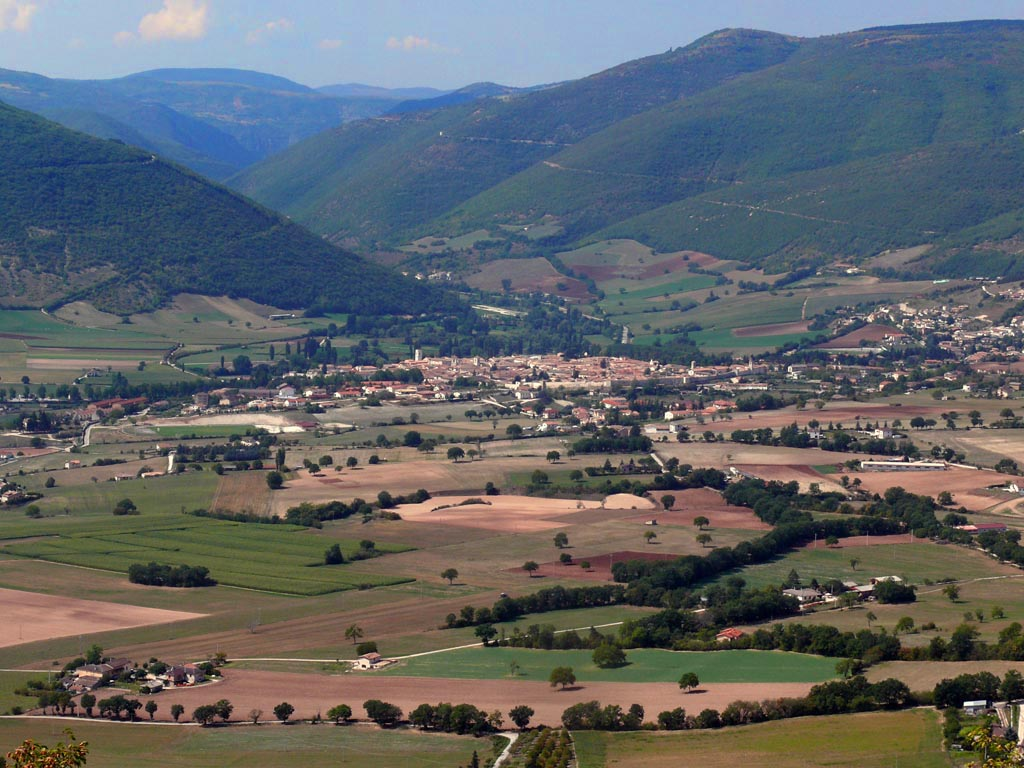
L'altiplà de Norcia (Nürsia), situat a l'anomenada "Alta Sabina", i al fons els Apenins umbro-marchigiano

La regió antigament habitada pels sabins s'estén al llarg de l'eix sud-oest-nord-est començant des del Tíber i fins a la conca dels Apenins amb les Marques :
| «                            | català La Sabina, començant des de la confluència de l'Aniene amb el Tíber, es desplega com una elegant embarcació, entre Úmbria i el Laci, i després, entre els Apenins, fins a Norcia i Accumoli, les dues últimes ciutats de la seva rellevància | italià La Sabina, a partire dalla confluenza dell'Aniene con il Tevere, si svolge come elegante vaso, tra l'Umbria e il Lazio, e poi, fra gli Appennini, spingendosi fino a Norcia ed Accumoli, le due ultime città di sua pertinenza | » |
| — Giuseppe Antonio Guattani, | | |   |

En aquest sentit la Sabina inclou un ampli territori, avui dia administrat per una norantena de municipis repartits en quatre regions:
- El Laci, amb tota l'actual província de Rieti llevat Cicolano,[nota 2] i diversos municipis de la ciutat metropolitana de Roma (Sabina romana), entre la riba esquerra del Tíber i la riba dreta de l'Aniene (els actuals municipis de Montorio Romano, Montelibretti, Moricone, Monteflavio, Nerola, Guidonia Montecelio, Fonte Nuova, Marcellina, Mentana, Monterotondo, Montorio Romano, Palombara Sabina, Sant'Angelo Romano, San Polo dei Cavalieri, així com algunes zones extremes del municipi de Roma).[nota 3][2] La vall del riu Licenza també pertany a aquest territori, dominat pels monts Lucretili i delimitat per la riba dreta del riu Aniene, tradicionalment anomenat Sabina, incloent-hi els actuals municipis de Licenza, Percile, Roccagiovine i Vicovaro;[3][4]
- Umbria meridional, amb alguns municipis a l'esquerra del riu Nera (Cascia, Norcia - l'antiga Nursia -, Monteleone di Spoleto, Preci fins als Monts Sibil·lins);
- Abruços : la vall superior de l'Aterno (zona de l'antic municipi de Forum Decii : els actuals municipis de L'Aquila de Campotosto, Capitignano, Montereale)[5] fins a L'Aquila (zona que limita amb l'antiga ciutat d'Amiternum: frazione de San Vittorino, Coppito, Pettino i els veïns del municipi de L'Aquila, i els municipis de Barete, Cagnano Amiterno, Lucoli, Pizzoli, Scoppito, Tornimparte, tots a la província de L'Aquila). Algunes zones internes de la zona de Teramo podrien ser incloses en el territori dels sabins, degut a la descoberta d'unes esteles epigràfiques sepulcrals trobades a la vall mitjana i alta del riu Vomano - a Cermignano i Penna Sant'Andrea - i a la vall mitjana del riu Tordino, a Bellante, que en l'escriptura picena meridional defineixen la pertinença dels cippi funeraris al poble "safinim".
- Les Marques, amb una petita àrea a la frontera amb Úmbria, a Macerata, pertanyent a la conca del riu Nera (municipis de Castelsantangelo sul Nera, Ussita i Visso, inclosos a l'època augustal sota el municipi de Norcia).[5]

Durant les edats mitjana i moderna, el territori de Sabina es fragmentà, quedant dividit al seu cor per la frontera entre els Estats Pontificis, que controlaven Rieti i el cantó sud-oest, i el Regne de Nàpols, que controlava Cittaducale i el cantó nord-est. Si aquesta última banda formava el districte de Cittaducale i fou assimilada als Abruços, la part del territori papal seguí anomenant-se Sabina a efectes administratius (tot i excloure els territoris que abans formaven part de Sabina i que llavors eren sota domíni borbònic), provocant una modificació parcial del significat del mot, que en aquest sentit exclou la vall superior del Velino i la zona amatrica i indica un territori dels Estats Pontificis amb fronteres força variables, que s'estenien des de Rieti i la Vall del Turano fins al Tíber i Aniene.
La reunificació política dels territoris sabins es produí el 1927, amb l'establiment de la província de Rieti que, tanmateix, excloïa la Sabina romana (així com, per suposat, els territoris on mentrestant havien sorgit i desenvolupat les ciutats de L'Aquila i Terni) i, al contrari, incloïa la vall del Salto i el Cicolano, que històricament s'assembla més a la Marsica .
La Sabina està travessada pels Monts Sabins, que la parteixen en Alta Sabina (Rieti, la part nord-est, la Sabina umbria i abruzzesa) i Bassa Sabina (la part sud-oest i la Sabina romana); aquesta divisió també es produeix en l'organització territorial eclesiàstica, que reparteix la Sabina en les diòcesis de Rieti (alta Sabina i Cicolano) i la de Sabina-Poggio Mirteto (baixa Sabina i Sabina romana), llevat del municipi de Vacone que pertany al territori de la de Terni-Narni-Amelia, i en el de la infraestructura telefònica (prefixos 0746 i 0765).
Avui dia de vegades s'empra el corònim de manera impròpia per a designar tota la província de Rieti, que, com s'ha dit anteriorment, no representa completament ni l'antiga Sabina (que és més gran i no inclou Cicolano), ni la divisió administrativa papal de Sabina (que no incloïa ni Cicolano ni la vall alta del Velino).
Encara més inapropiat és el seu ús per indicar una zona plana a banda i banda del Tíber entre les províncies de Rieti i Roma (excloent no només Rieti i l'alta Sabina, sinó també aquells municipis de la baixa Sabina situats a les muntanyes entre Rieti i el Tíber), per referir-se a una zona ben connectada amb Roma (per autopista i ferrocarril) que en els darrers anys ha estat objecte d'un notable desenvolupament econòmic i immigració des de Roma, en contrast amb la resta de la Sabina pròpiament dita.

## Història

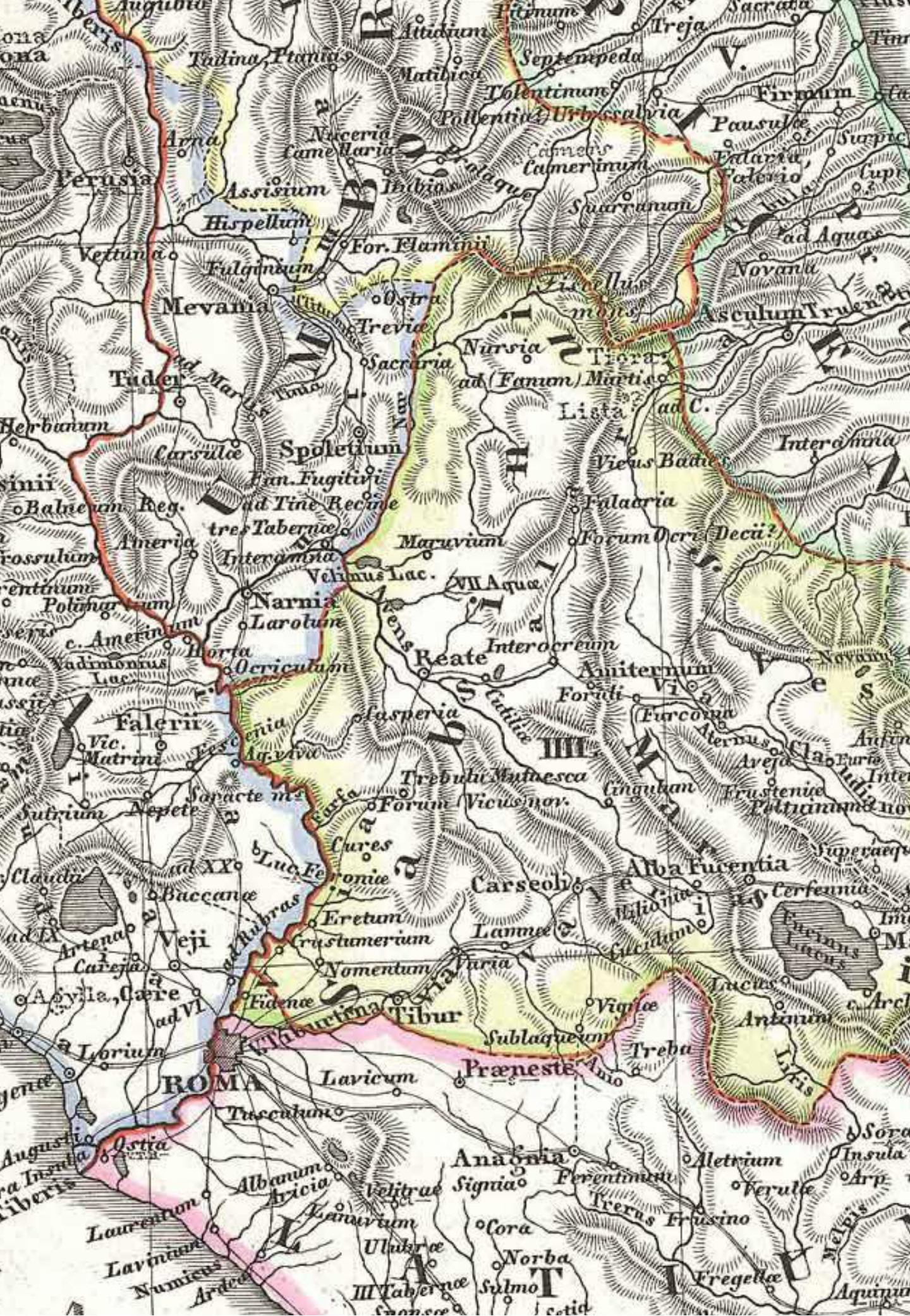
L'antiga Sabina

Segons Dionís d'Halicarnàs els primers habitants de la regió, que més tard s'identificaria com a Sabina, foren els aborígens, que fundaren diverses ciutats, la majoria de les quals de difícil ubicació, entre les quals la capital Lista (potser situada al territori de Cittaducale, destruïda pels sabins procedents d'Amiternum).

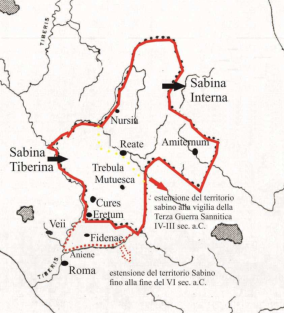
Extensió sabina entre els segles VI i III aC

Dionís narra com el territori habitat pels aborígens fou conquerit pels sabins: aquest poble és responsable de la fundació de molts centres, el més important dels quals fou el de Cures.

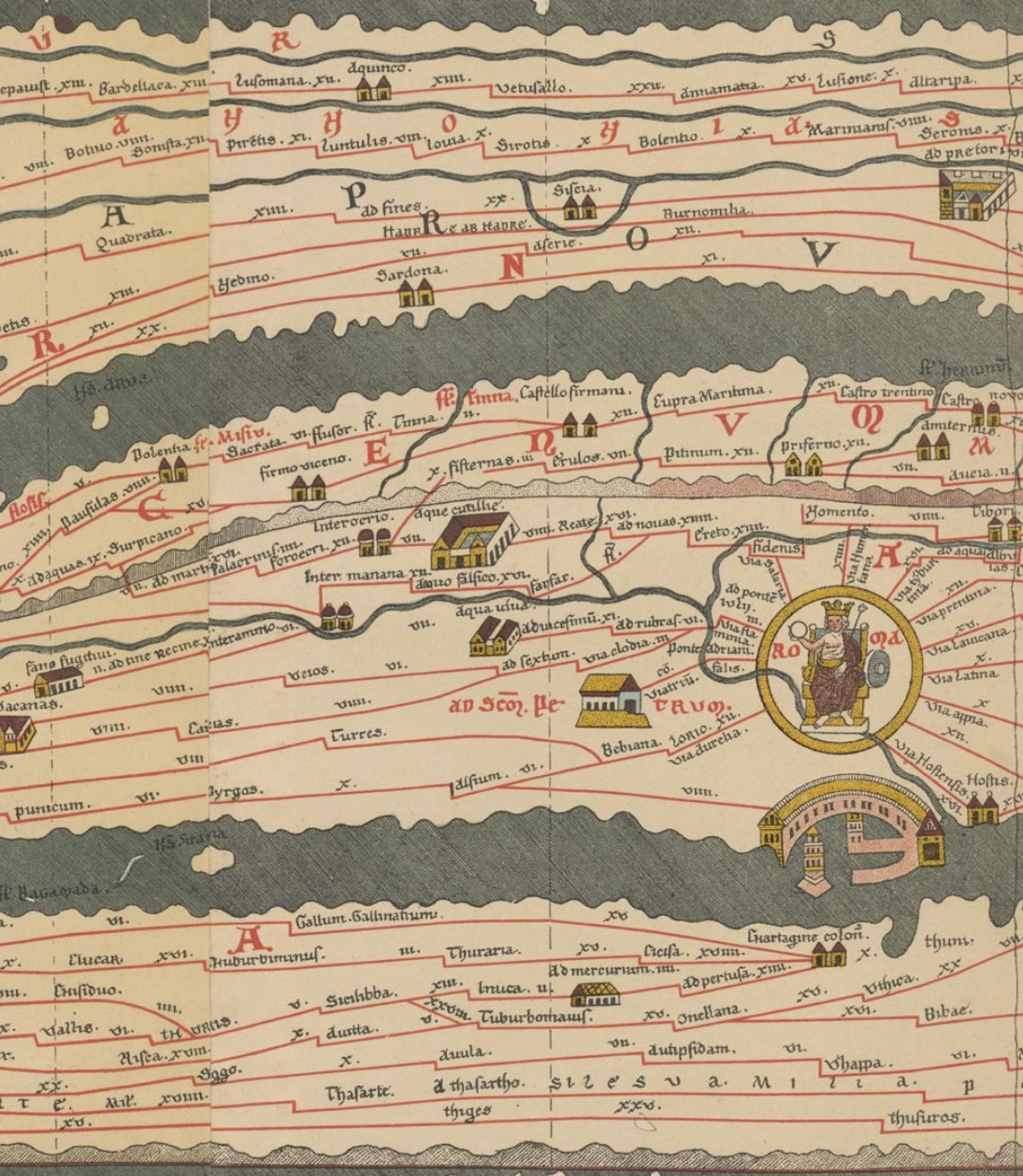
Detall de la Tabula Peutingeriana que mostra Roma i la Via Salaria que creua la Sabina

Els primers contactes dels sabins amb la Roma arcaica es perden en la llegenda, tot i que és cert que romans i sabins estigueren en guerra constant entre ells llargament i que es va produir una compenetració entre els dos pobles, tant és així que a partir d'un cert punt els sabins s'establiren al turó Quirinal, contribuint significativament al creixement i enfortiment de Roma.

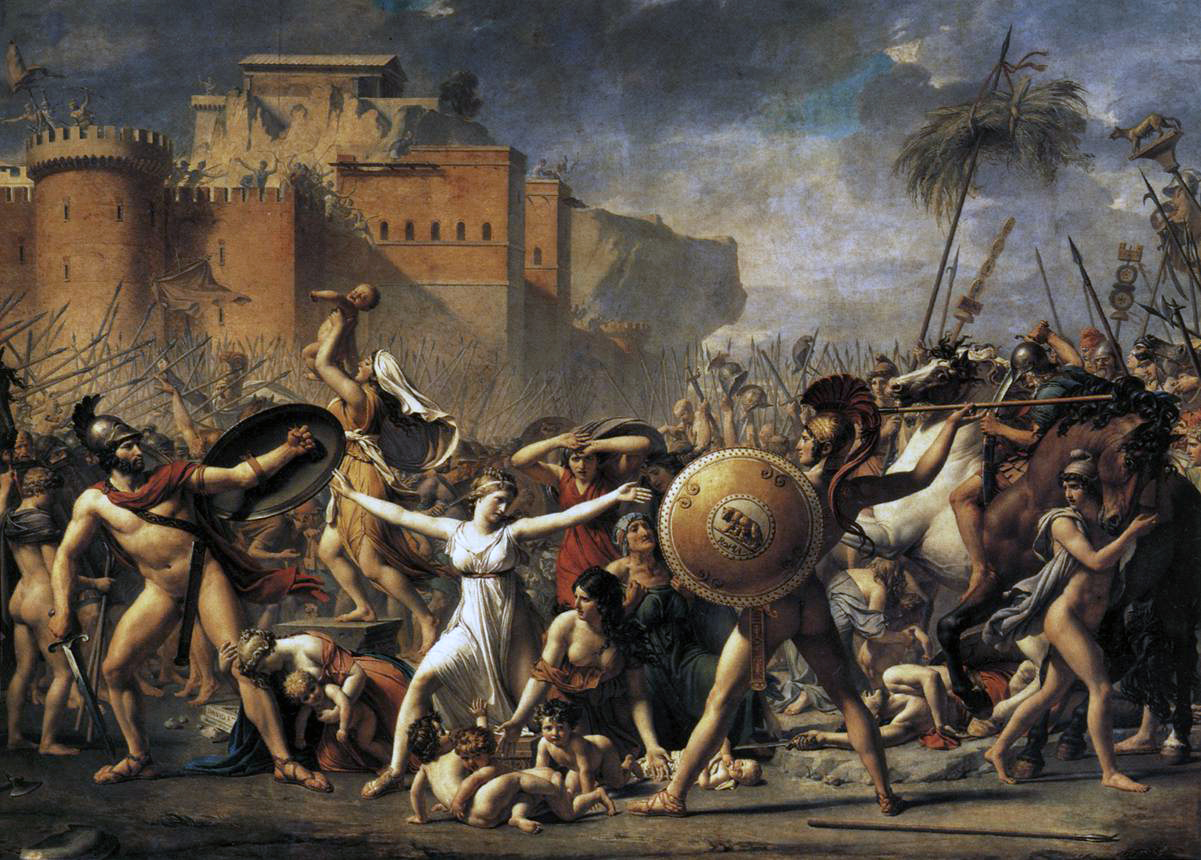
La intervenció pacificadora de les dones sabines segrestades a la pintura Les sabines (1799) de Jacques-Louis David

La llegenda del Rapte de les sabines remunta la relació entre els dos pobles immediatament després de la fundació de Roma, quan Ròmul, buscant aliats i dones per poblar la ciutat, segrestaren amb enganys les sabines, cosa que desencadenà la guerra entre Roma i els pobles veïns, dels quals només les sabines van romandre invencibles. La Batalla del Llac Curci només s'aturà quan les dones segrestades es llançaren als braços dels contendents, forçant una treva entre Ròmul i Titus Taci i el naixement d'una col·laboració entre els dos pobles. Segons una versió més estrictament històrica, va ser la recerca constant de pastures de terres baixes el que va empènyer als sabins a pressionar sobre territori romà i establir-se al Quirinal.
Fos com fos, els sabins, inclosos en la tribu dels tities, donaren dos reis de Roma (Numa Pompili i Anc Marci) i originaren algunes de les gens més antigues (Cúrcia, Pompília, Màrcia, Clàudia, Valèria i Hostília).

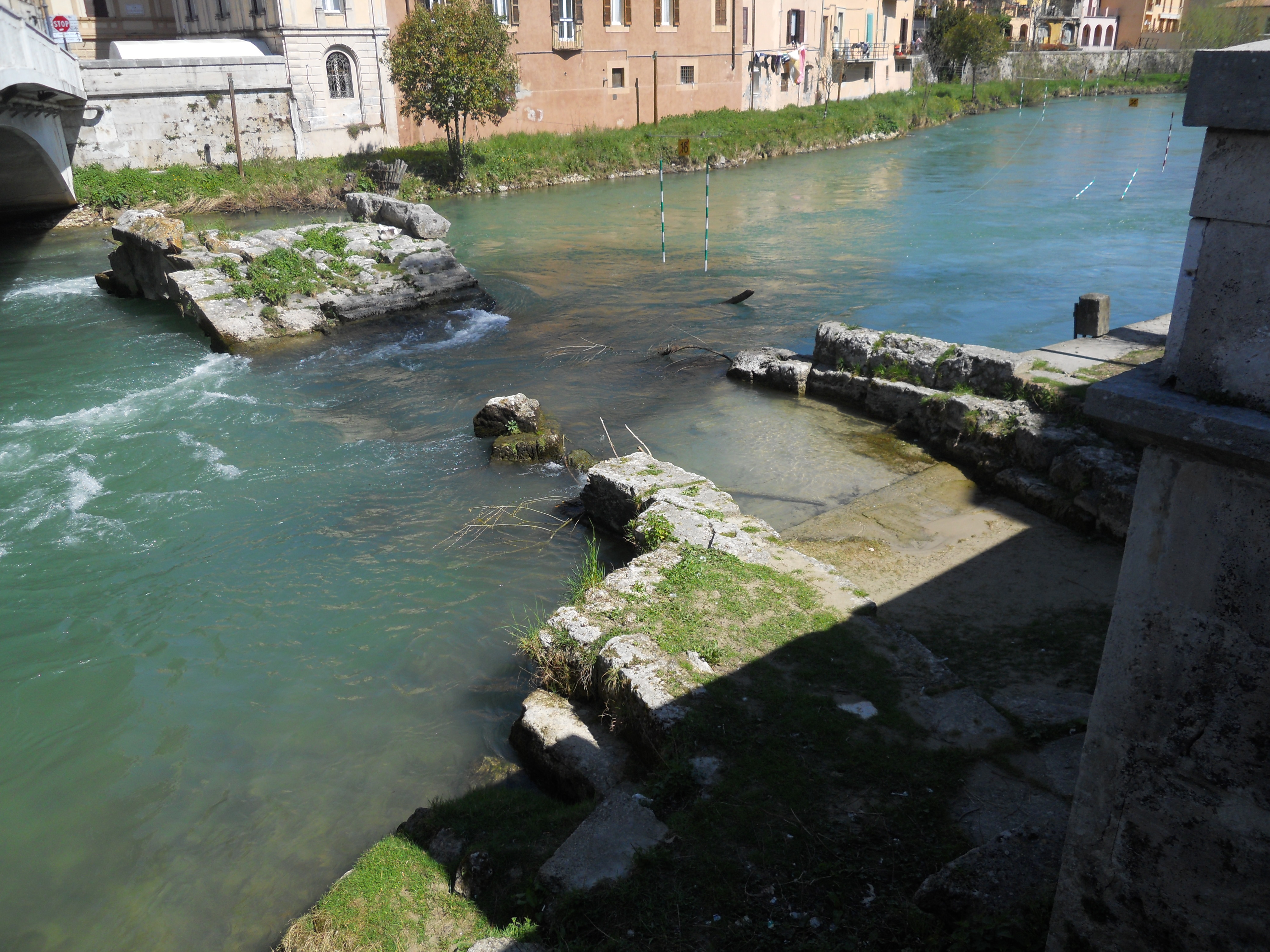
Les restes del pont romà de Rieti

Tot i conviure dins dels mateixos murs, al llarg dels segles persistiren durs conflictes entre romans i sabins, i tingueren moltes guerres i accions militars entre ells, conflictes guanyats majoritàriament pels romans. El territori del futur municipi de Forum Novum, a la Sabina tiberina, fou conquerit el 303 aC i posteriorment registrat a la tribu Crustumina. La resta de Sabina fou sotmesa definitivament a Roma el 290 aC després de la victòria de Sentinum el 295 aC pel cònsol Mani Curi Dentat. A la població sabina se li oferí la ciutadania romana sense dret a sufragi, però ja el 268 aC se'ls va concedir la ciutadania romana amb la inclusió en dues noves tribus, la Quirina i la Velina. El cònsol Mani Curi Dentat també fou responsable de la recuperació de l'antic lacus Velinus, duta a terme fent que les aigües fluïssin cap al proper riu Nera i donant lloc així a la cascada Marmore, que permetia el cultiu a la gran plana fèrtil de la Piana Rietina.
A la divisió d'August d'Itàlia, Sàmnium fou inclòs a Regio IV, dividit en set municipis segons Plini: Forum Novum, Cures, Trebula Mutuesca, Reate, Forum Decii, Amiternum i Nursia
Els romans fundaren diverses ciutats  i nombroses vil·les.
Amb la reforma administrativa de Dioclecià Sabina passà a formar part de la província de Valeria.
A l'edat mitjana el territori fou dividit: una part, conquerida pels llombards, fou annexada al Ducat de Spoleto, la part restant (corresponent a l'actual Sabina romana) va romandre subjecta al ducat romà.
Amb el naixement dels Estats Pontificis fou governat directament pel papa inicialment, i posteriorment confiat a famílies nobles, que establiren diverses divisions territorials, incloent-hi el Comtat de Sabina i el patrimonium Sabinense. La província papal de Sabina data oficialment del 1605, amb la seu dels rectors a Collevecchio, durant el pontificat de Pau V (1605-1621), que va reprendre el control directe sobre l'esmentat territori.

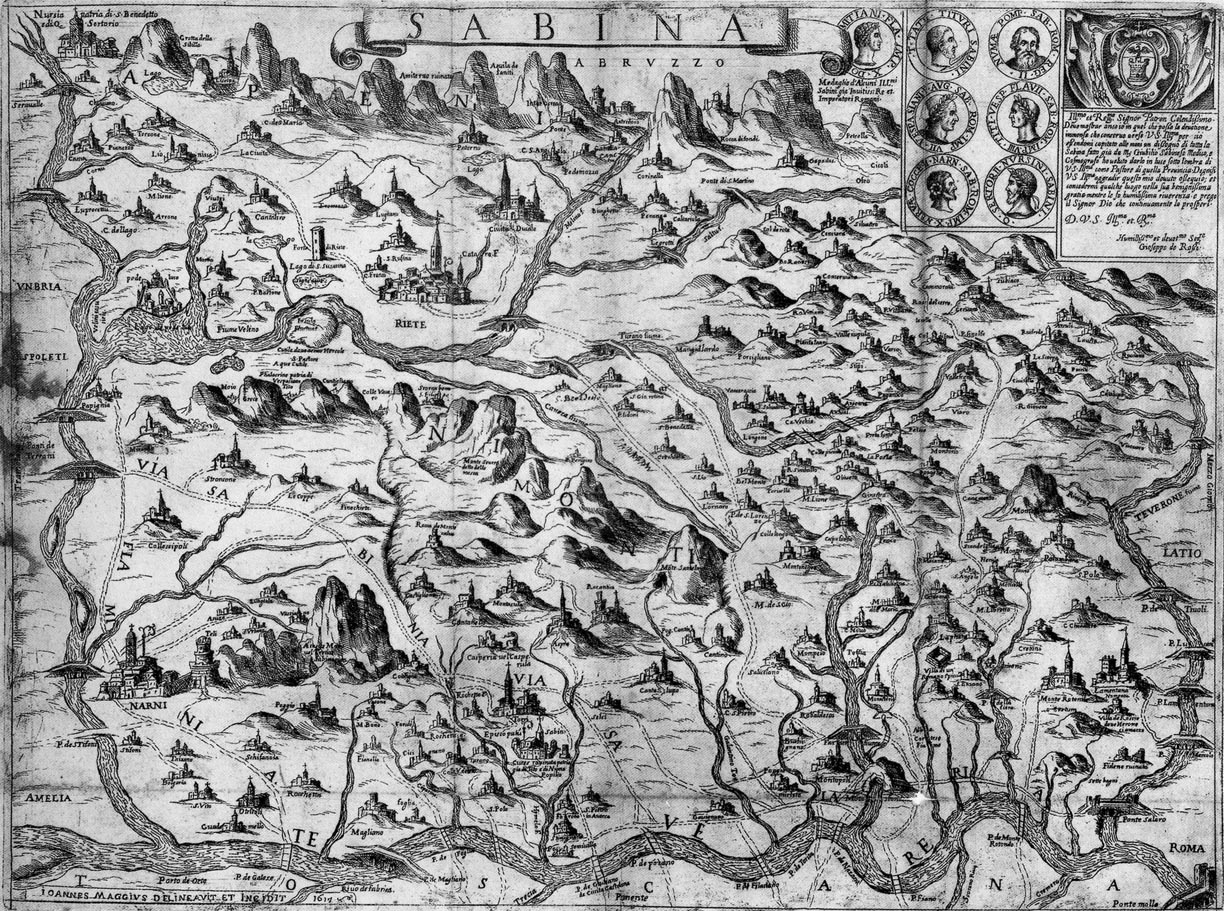
Mapa de Sabina del Jubileu de 1617

Amb la reorganització de les circumscripcions provincials iniciada el 1927, en un intent de restaurar la unitat a la Sabina, el govern de Mussolini establí 17 noves províncies, entre aquestes la de Rieti. La nova província es formà unint el territori del districte de Rieti (que havia format part de la Província de Perusa des de la unificació d'Itàlia fins al 1923, i en aquell moment formava part de la província de Roma) amb el territori de l'antic districte de Cittaducale (abans part de la província de l'Aquila degli Abruzzi); els municipis de la Sabina romana, així com els territoris que abans pertanyien a les ciutats d'Amiterne i Núrsia, foren exclosos d'aquesta nova província.

### Escut d'armes

Escut de Sabina

L'escut d'armes de la província Sabina, la primera evidència del qual data del 1600, era sinople amb una barra d' argent amb tres grups de tres anells entrellaçats; és a l'origen de l'escut actual de la província de Rieti.